# جفری دیویس
جفری دیویس (انگلیسی: Geoffrey Davies؛ زادهٔ ۱۵ دسامبر ۱۹۴۲) بازیگر اهل بریتانیا است. وی از سال ۱۹۶۹ میلادی تاکنون مشغول فعالیت بوده‌است.
از فیلم‌ها یا مجموعه‌های تلویزیونی که وی در آن‌ها نقش داشته است، می‌توان به دکتربعدازاین اشاره نمود.